# Mikk Mikiver
Mikk Mikiver (4 de septiembre de 1937,  Tallin, Estonia - 9 de enero de 2006, Võsu, Estonia) fue un destacado actor y director de teatro estonio.
Mikk Mikiver se graduó del Conservatorio Estatal de Tallin en 1961. Luego pasó a aparecer en varias películas estonias y fue un actor dramático muy respetado. Además del escenario y las películas, Mikiver también fue un actor de televisión prodigioso. Sin retirarse de la actuación, Mikiver comenzó a interesarse más en la dirección teatral y fue por muchos años el director principal del Teatro de Drama de Estonia y del Teatro de la Juventud de Estonia.
Mikiver fue el hermano mayor del actor Tõnu Mikiver y esposo de Carmen Mikiver.